# Andreas Wilson
Andreas Axel Janota Wilson (født 7. marts 1981 i Stockholm) er en svensk skuespiller, som er mest kendt for sin rolle som Erik Ponti i filmen Ondskab fra 2003. Han har desuden modelleret for den amerikanske tøjkæde Abercrombie & Fitch.
Wilson voksede op i Täby og gik på Tibble gymnasium.

## Privatliv
I september 2010 blev han gift med modedesigneren Nicole Wilson. Parret har to børn sammen.

## Udvalgt filmografi
- Ondskab (2003)
- Animal (2005)
- Babas biler (2006)
- Kill Your Darlings (2007)
- Colorado Avenue (2007)
- Sebastians verden (2010)
- Bicycle Bride (2010)
- Pax (2011)
- The Italian Key (2011)
- War of the Dead (2011)
- Ægte mennesker (tv-serie, 2012)
- Skumringslandet (2014)
- Ø (tv-serie, 2016)
- Kommissæren og havet (tv-serie, 2020)